# Agora obywatelska wobec wyzwania zmian klimatycznych
Agora obywatelska wobec wyzwania zmian klimatycznych – druga w historii agora obywatelska Parlamentu Europejskiego, która odbyła się w dniach 12-13 czerwca 2008 w Brukseli. Jej głównym tematem były kwestie związane ze zmianami klimatycznymi oraz ustosunkowaniem się do tego rozmaitych polityk Unii Europejskiej: energetycznej, transportowej, rolnictwa, handlu, ochrony środowiska naturalnego, rozwoju, społecznej, nauki, edukacji i przemysłu.
W agorze obywatelskiej wobec wyzwania zmian klimatycznych wzięli udział przedstawiciele 519 różnych organizacji europejskich, z czego część pochodziła spoza ówczesnej Unii Europejskiej, m.in. z takich państw jak: Albania, Armenia, Mołdawia, Azerbejdżan, Chorwacja, Serbia, czy Szwajcaria. Wśród wszystkich uczestników Polskę reprezentowało 13 organizacji, wśród których znalazły np. NSZZ Solidarność, Polska Fundacja im. Roberta Schumana, czy Klub Gaja.
Prace agory odbywały się w grupach roboczych podzielonych na pięć odrębnych warsztatów:
- Warsztat A – Zasoby;
- Warsztat B – Techniki;
- Warsztat C – Solidarność;
- Warsztat D – Gospodarka;
- Warsztat E – Zarządzanie[2];

Efektem prac agory obywatelskiej było stworzenie tekstów podsumowujących wszystkie dyskusje przeprowadzane w poszczególnych warsztatach. Wśród nich znalazły się stwierdzenia podkreślające duże znaczenie edukacji i komunikacji w rozwoju świadomości ekologicznej społeczeństwa europejskiego oraz poszerzania wiedzy na temat idei zrównoważonego rozwoju czy zmniejszenia emisji dwutlenku węgla do atmosfery ziemskiej. Zgodnie z dokumentami roboczymi z poszczególnych warsztatów agora obywatelska wobec wyzwania zmian klimatycznych wezwała Unię Europejską do podjęcia konkretnych działań, m.in. do przyjęcia odpowiednich polityk, powołania organu regulacyjnego do rozstrzygania poważnych sporów międzynarodowych w obszarze ochrony środowiska, czy też do wycofania się z wszelkich dotacji i zachęt finansowych skierowanych na wspieranie paliw kopalnych i nieodnawialnych źródeł energii. Nie są to jednak decyzje w żaden sposób wiążące którykolwiek z organów Unii Europejskiej.